# サロンマジック

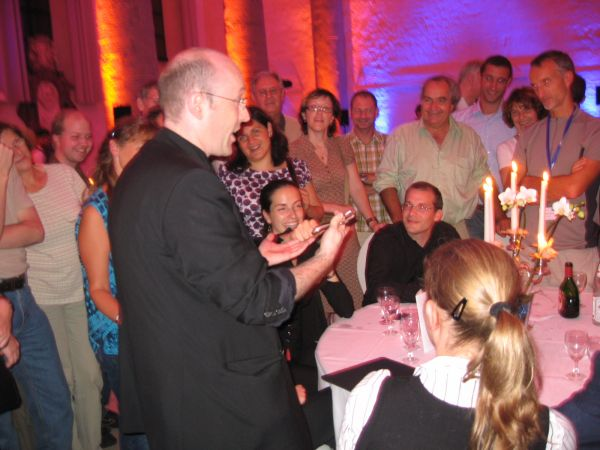
マーティン・アイスレによるサロンマジック

サロンマジック（英語:Salon Magic）とは、マジックの形態のひとつで、ある程度の人数の観客に対してマジシャンが中距離で演じるものをさす。パーラーマジックとほぼ同義である。宴会やパーティーなどの合間に演じられることもある。クロースアップマジックとの違いは、一度に見せる人数である。一方、ステージマジックと異なるのは、観客に手伝いを仰ぐなどの、観客と演者のコミュニケーションが存在する点である。

## 代表的なサロンマジック
- コインを使うもの

クロースアップマジックやステージマジックと同様に演じられる。主にサロンで演じられるものは空中からコインを取り出すマイザーズドリームなど。コインマジックを参照のこと。
- ロープを使うもの

ロープ切り、3本ロープ(プロフェッサーズドリーム)など様々な演目が演じられる。ロープマジックを参照のこと。
- カードを使うもの

サロンマジックでは、クロースアップマジックと異なり客との距離があるため、ジャンボカードと呼ばれる大判のカードがよく用いられる。
- マコミカル・デック
- カーディオグラフィック
- チャイニーズステッキ

一方の端から糸の垂れた二本の棒を用いたマジック。二本を纏めて持った状態で片方の糸を引っ張るともう片方が縮む。一見、中でつながっているように見えるが実際にはつながっていない。フレッド・カップスなども演じている。
- リンキングリング

チャイナリングとも呼ばれる。クロースアップや、ステージでも演じられる。ステージと異なり小型のものが用いられる。現象はステージマジックのチャイナリングを参照。